# Elisabeth van Bohemen (1358-1373)
Elisabeth van Bohemen (Praag, 19 maart 1358 - Wenen, 4 of 19 september 1373) was van 1366 tot aan haar dood hertogin-gemalin van Oostenrijk. Ze behoorde tot het huis Luxemburg.

## Levensloop
Elisabeth was de dochter van Karel IV, koning van Bohemen en keizer van het Heilige Roomse Rijk, en diens derde echtgenote Anna van Schweidnitz, dochter van hertog Hendrik II van Schweidnitz.
In 1363 of 1364 werd de vijfjarige Elisabeth verloofd met keurvorst Otto V van Brandenburg. De verloving werd in 1366 ontbonden toen Elisabeth verloofd met hertog Albrecht III van Oostenrijk, terwijl haar oudere halfzus Catharina, de weduwe van Albrechts broer Rudolf IV, met Otto werd verloofd. Op 19 maart 1366 vond het dubbelhuwelijk van de twee zussen plaats in Praag. Hierdoor kwam er een Boheems-Oostenrijkse alliantie, die onder andere het Habsburgse bezit van het graafschap Tirol bevestigde. 
In september 1373 stierf Elisabeth op 15-jarige leeftijd. Wegens haar jonge leeftijd was haar huwelijk kinderloos gebleven. Ze werd bijgezet in de kerk van het kartuizersklooster in Gaming.

## Voorouders
| Voorouders van Elisabeth van Bohemen (1358-1373) | Voorouders van Elisabeth van Bohemen (1358-1373)                         | Voorouders van Elisabeth van Bohemen (1358-1373)                         | Voorouders van Elisabeth van Bohemen (1358-1373)                                      | Voorouders van Elisabeth van Bohemen (1358-1373)                                      | Voorouders van Elisabeth van Bohemen (1358-1373)                             | Voorouders van Elisabeth van Bohemen (1358-1373)                             | Voorouders van Elisabeth van Bohemen (1358-1373)                                    | Voorouders van Elisabeth van Bohemen (1358-1373)                                    |
| ------------------------------------------------ | ------------------------------------------------------------------------ | ------------------------------------------------------------------------ | ------------------------------------------------------------------------------------- | ------------------------------------------------------------------------------------- | ---------------------------------------------------------------------------- | ---------------------------------------------------------------------------- | ----------------------------------------------------------------------------------- | ----------------------------------------------------------------------------------- |
| Overgrootouders                                  | Keizer Hendrik VII (1275-1313) ∞ 1260 Margaretha van Brabant (1276-1311) | Keizer Hendrik VII (1275-1313) ∞ 1260 Margaretha van Brabant (1276-1311) | Wenceslaus II van Bohemen (koning) (1271-1305) ∞ 1285 Judith van Habsburg (1271-1297) | Wenceslaus II van Bohemen (koning) (1271-1305) ∞ 1285 Judith van Habsburg (1271-1297) | Bernard II van Schweidnitz (1288-1326) ∞ Cunegonde (-1331)                   | Bernard II van Schweidnitz (1288-1326) ∞ Cunegonde (-1331)                   | Karel I Robert van Hongarije (1288-1342) ∞ 1306 Maria van Silezië-Bytom (1283-1317) | Karel I Robert van Hongarije (1288-1342) ∞ 1306 Maria van Silezië-Bytom (1283-1317) |
| Grootouders                                      | Jan de Blinde (1296-1346) ∞ 1310 Elisabeth I van Bohemen (1292-1330)     | Jan de Blinde (1296-1346) ∞ 1310 Elisabeth I van Bohemen (1292-1330)     | Jan de Blinde (1296-1346) ∞ 1310 Elisabeth I van Bohemen (1292-1330)                  | Jan de Blinde (1296-1346) ∞ 1310 Elisabeth I van Bohemen (1292-1330)                  | Hendrik II van Schweidnitz-Jauer (-1343) ∞ 1338 Catharina van Valois (-1355) | Hendrik II van Schweidnitz-Jauer (-1343) ∞ 1338 Catharina van Valois (-1355) | Hendrik II van Schweidnitz-Jauer (-1343) ∞ 1338 Catharina van Valois (-1355)        | Hendrik II van Schweidnitz-Jauer (-1343) ∞ 1338 Catharina van Valois (-1355)        |
| Ouders                                           | Keizer Karel IV (1316-1378) ∞ 1353 Anna van Schweidnitz (1339-1362)      | Keizer Karel IV (1316-1378) ∞ 1353 Anna van Schweidnitz (1339-1362)      | Keizer Karel IV (1316-1378) ∞ 1353 Anna van Schweidnitz (1339-1362)                   | Keizer Karel IV (1316-1378) ∞ 1353 Anna van Schweidnitz (1339-1362)                   | Keizer Karel IV (1316-1378) ∞ 1353 Anna van Schweidnitz (1339-1362)          | Keizer Karel IV (1316-1378) ∞ 1353 Anna van Schweidnitz (1339-1362)          | Keizer Karel IV (1316-1378) ∞ 1353 Anna van Schweidnitz (1339-1362)                 | Keizer Karel IV (1316-1378) ∞ 1353 Anna van Schweidnitz (1339-1362)                 |